# راؤول هاينريش فرانس
راؤول هاينريش فرانس (بالألمانية: Raoul Heinrich Francé)‏ (و. 1874 – 1943 م) هو عالم نبات، وصحفي، وكاتب عمومي من النمسا . ولد في فيينا.
توفي في بودابست ، عن عمر يناهز 69 عاماً.